# Jacob Safra
Jacob Eliahou Safra (Alepo, 9 de janeiro de 1891 — São Paulo, 27 de maio de 1963) foi um banqueiro, empresário e filantropo sírio-brasileiro. Foi o fundador dos bancos Safra Frères & Cie, Banco Jacob E. Safra e o Banco Safra.

## Biografia
Jacob nasceu em Alepo, na Síria, em 1891, filho de Eliahou Safra e Sabouth Husni. Em 1914, aos 23 anos, foi enviado pelo tio, Ezra Safra, para Beirute, capital do Líbano, a fim de gerenciar a abertura de uma filial do banco sírio fundado por Ezra, o Safra Frères & Cie. Na capital libanesa Jacob casou-se com Esther Teira. Juntos, tiveram nove filhos; Elie, Paulette, Evelyne, Edmond, Arlette, Moise, Huguette, Gaby e Joseph. Em 1920, fundou sua própria instituição financeira, o Banco Jacob E. Safra. No início dos anos 1950, mudou-se para o Brasil, onde fundou, em 1955, o Banco Safra; junto aos filhos Edmond, Moise e Joseph. Além das finanças, o patriarca sempre manteve-se atento à causas comunitárias; liderou a construção de uma sinagoga em São Paulo, após conduzir a criação da Congregação Sefardi Paulista. E foi ele também que iniciou-se uma das marcas da família Safra, a filantropia; cujo legado continua a ser carregado pela Fundação Filantrópica Jacob E. Safra.
Seus três filhos — e cofundadores do Banco Safra — assumiram os negócios, deram continuidade à instituição e diversificaram suas áreas de atuação, elevando a influência da família Safra a companhias de celular (BCP no Brasil e Cellcom em Israel), papel e celulose (Aracruz Celulose) e consultorias financeiras, abertas por Moise e Joseph.